# Biesheim
Biesheim je občina v departmaju Haut-Rhin francoske regije Alzacija.
Leta 2008 je v občini živelo 2.348 oseb oz. 142 oseb/km².